# Lois London
Lois London es un personaje ficticio que aparece en los cómics estadounidenses publicados por Marvel Comics. El personaje está asociado con Dazzler. Apareció por primera vez en Dazzler # 22 (diciembre de 1982) y fue creada por el escritor Danny Fingeroth y el artista Frank Springer. Reaparece en la franquicia X-Men en 2009 como una villana, llamándose a sí misma Mortis.

## Biografía ficticia
Nacida con el nombre de Lois Brown, Lois London es la media hermana menor de la artista mutante Dazzler. Nació de la madre de Alison, Katherine Blaire, y su amante, Nicholas Brown. A una edad temprana, Lois vio a su padre golpear a su madre, quien se convirtió en una espiral de adicción a las drogas. Finalmente, Katherine se puso sobria y se llevó a Lois con ella mientras huía de su amante abusivo.
Katherine adoptó una nueva identidad, Barbara London, y también cambió el apellido de Lois. Lois creció como una adolescente normal y asistió a la Universidad Estatal. A pesar de ser una gran fan de Dazzler, Lois nunca supo que Alison Blaire era su propia media hermana, ya que Barbara estaba demasiado avergonzada para hablar de su sórdido pasado.

### Conociendo a Dazzler
Después de que Dazzler se reuniera con Barbara London, Lois se presentó. Lois, sin embargo, no estaba al tanto de los poderes mutantes de Dazzler hasta que Alison los usó para ayudar a la pareja a escapar de un incendio en un edificio. Lois mantuvo en secreto los poderes mutantes de Alison.
Lois pronto se convirtió en un blanco de problemas cuando entonces la enemiga de Dazzler, Rogue, atacó a Lois en su dormitorio. Dazzler, con la ayuda de Luke Cage y Iron Fist, pudo evadir a Rogue y desviar su atención de Lois, mientras Lois miraba impotente.

### Los poderes emergen
Lois pronto se vio afectada por dolores de cabeza y migrañas, y esperaba que fuera un simple caso de mononucleosis. Después de salir de un concierto de Dazzler y caminar sola por las calles, un vagabundo se acercó a Lois. Cuando intentó escapar, la mano de Lois crujió con una energía misteriosa. Ella tocó accidentalmente al vagabundo con su mano crujiente y de repente cayó muerto. Lois huyó al apartamento de Alison por seguridad, confundida y presa del pánico por lo ocurrido. Dazzler decidió llevarse a su hermana menor y huir de Nueva York.
Mientras estaba detenida en un motel, Lois atacó y mató al gato del gerente del motel después de que la arañó. Cuando su hermana se enteró, tomó a Lois y volvió a huir. Más tarde, surgieron fotos misteriosas de Lois matando al vagabundo en Nueva York junto con un mensaje de chantaje. El chantajista exigió que las dos hermanas asesinaran a un hombre en California, o de lo contrario las fotos serían entregadas a la policía y Lois sería arrestada. Temiendo lo que el sistema judicial le haría a un mutante, Alison convenció a Lois de que aceptara el plan.
El mundo de Lois se puso patas arriba cuando descubrió que el objetivo era su propio padre, Nicholas Brown. Brown había enviado a un asistente para buscar a Lois, pero el asistente se volvió deshonesto e intentó ganar dinero chantajeando a Lois para que matara a su propio padre, su jefe. El plan falló y Brown y Lois se reunieron con Dazzler en el medio.
Aunque había sido protegida por su media hermana y acababa de reunirse con un padre abusivo al que apenas conocía, Lois decidió quedarse con Brown. Brown, ahora muy rico y bien conectado en California, le ofreció a Lois la sensación de seguridad que necesitaba. Lois y Alison se separaron, con Alison enojada y herida.

### Necrosha
Antes de los eventos de Necrosha, Lois todavía vivía con su padre y la culpa de haber matado a un hombre hace unos años. Una noche en la cena con su padre, él hace todo lo posible para que ella se sienta mejor, así que ella finge que todo está bien. Mientras mira las noticias, ve un informe sobre los X-Men que se mudan a San Francisco y ve a su hermana Dazzler con los otros X-Men. Se revela que los sentimientos de Lois hacia su hermana se han agriado y que ahora la odia.
Una noche, Lois recibe una llamada de la secretaria de su padre que dice que su padre está borracho. Lois va a su oficina donde él la llama monstruo y pregunta por Alison. La culpa por la destrucción de su familia y la abofetea. Ella se da vuelta y le dice que él fue quien destruyó a su familia, no ella, y en un ataque de rabia, lo mata. Temerosa de lo que ha hecho, intenta suicidarse con sus poderes. La secretaria de su padre entra y revela que todo estará bien mientras intenta calmarla. Finalmente se revela que Selene ha estado fingiendo ser la secretaria de su padre para convencer a Lois de que abrace sus poderes, ceda al placer que le da matar y le dé la espalda a la humanidad y cualquier apego a ellos. Selene luego la recluta para su causa y le da el nombre de Mortis.
Como parte del nuevo Círculo Interno de Selene, Mortis viaja al lugar de nacimiento de Selene, Roma, y luego a Nueva York. Allí, masacran la sucursal de Nueva York del Club Fuego Infernal antes de ir a las ruinas de Genosha.
Cuando el Círculo Interno es enviado para recuperar el cuchillo místico necesario para el ritual de Selene, Mortis extrae la primera sangre cuando mata casualmente a Diamond Lil. Luego usa sus poderes contra Wolverine, pero su factor de curación le permite sobrevivir a los efectos generalmente fatales. Luego se enfrenta a su hermana, alegando que la odia.
Wolfsbane lucha contra Mortis durante la pelea final, comentando cómo Lois huele igual que Alison. Furiosa, Lois declara que no se parece en nada a su hermana. Wolfsbane está de acuerdo, diciendo que Alison es una buena persona que habría ayudado a Lois. Luego corta la garganta de Mortis, poniendo fin a su amenaza. Blink, se lesiona ella misma, luego huye de Necrosha con la herida Lois.

### Después de Necrosha
Lois se enfrenta a su hermana Alison una vez más, solicitando la ayuda de Arcade en un intento de matarla. La batalla termina con la derrota de Lois. Alison la lleva a Utopia, provocando un conflicto con Cyclops, ya que él o los otros residentes de Utopia no olvidan fácilmente el asesinato de Diamond Lil. Alison defiende su decisión, señalando que otros que viven en la isla han matado antes, y que el propio Cyclops también tiene un hermano asesino. Ella busca la ayuda de Psylocke, que coloca a Lois en un coma inducido telepáticamente. Siente que Lois ha sufrido un gran trauma y que su psique se ha hecho añicos. Psylocke acepta trabajar con Lois en el plano astral, reparando el daño psicológico causado por Selene y sus padres, pero advierte que podría llevar años rehabilitarla.

## Poderes y habilidades
Lois London genera un campo disruptivo de energía desconocida que afecta las propiedades moleculares de cualquier materia con la que entre en contacto físico. Al principio, su poder se manifestó en momentos de estrés extremo. En apariciones posteriores, demostró un mayor control. Su toque puede matar a un ser vivo instantáneamente, provocando una oleada disruptiva que imita el efecto de un ataque cardíaco fatal. Utilizado en materia inorgánica, su poder destruye los enlaces moleculares que mantienen unida la materia, provocando que el objeto se licue o se desintegre. Se ha demostrado que sus poderes son ineficaces contra su media hermana Dazzler.